# 1. FC Union Berlin
 Der er for få eller ingen kildehenvisninger i denne artikel, hvilket er et problem. Du kan hjælpe ved at angive troværdige kilder til de påstande, som fremføres i artiklen.

1. FC Union Berlin er en tysk fodboldklub fra Köpenick i det sydøstlige Berlin, der i øjeblikket ligger i landets bedste række, Bundesligaen. Klubben vandt i 1968 den østtyske pokalturnering. Klubben er en af de store Berlin-klubber. Siden juli 2019 har den danske angriber Marcus Ingvartsen spillet for klubben.

## Historie
Klubben blev grundlagt i 1906 under navnet SC Olympia 06 Oberschöneweide. Klubben var i 1920'erne med blandt de rigtigt gode og blev i 1923 nr. 2 i kampen om det tyske mesterskab, som gik til Hamburger SV.
Efter 2. verdenskrig blev klubben delt i en øst-klub (Union Oberschöneweide) og en vest-klub (SG Oberschöneweide).  Øst-klubben er den, der i dag kaldes 1. FC Union Berlin (et navn, den fik i 1966), mens vest-klubben i dag hedder SC Union 06 Berlin og spiller i 8. bedste række.
I det østtyske ligasystem blev Union Berlin hurtigt den mest populære Berlin-klub i skarp konkurrence med BFC Dynamo Berlin, der var finansieret af Stasi-midler. Det skortede dog på den sportslige succes, og det blev kun til et enkelt trofæ, nemlig den østtyske pokalturnering (2-1 i finalen over Carl Zeiss Jena). I 1986 var Union Berlin dog også i finalen, men her blev man slået med klare 5-1 af 1. FC Lokomotiv Leipzig.
Tysklands genforening var hård ved klubben økonomisk, og selvom den kvalificerede sig til 2. Bundesliga i både 1993 og 1994 blev den nægtet licens på grund af de økonomiske vanskeligheder. I 1997, 1999 og 2000 var Union også tæt på at rykke op, og i 2001 lykkedes det endelig at komme i den næstbedste række. I samme sæson kom de i finalen i DFB-Pokal, som de dog tabte med 0-2 til Schalke 04.
For første gang i klubbens historie lykkedes det klubben via sejr over VfB Stuttgart kvalifikationskampe at rykke op i Tysklands bedste række, Bundesligaen, til sæsonen 2019/20.
I 2020/21 sæsonen sluttede holdet på 7. pladsen i bundesligaen og kvalificerede sig til UEFA Europa Conference League

## Resultater

### Titler
Tyske mesterskab
- Sølv (1): 1923

Tysk pokalvinder
- Sølv (1): 2001

Østtysk pokalvinder
- Vinder (1): 1968
- Sølv (1): 1986

## Nuværende trup
Oversigten er opdateret til og med 21. maj 2025| Nr. | Land     | Position | Spiller         |
| --- | -------- | -------- | --------------- |
| 1   | Danmark  | MM       | Frederik Rønnow |
| 2   | Tyskland | FO       | Kevin Vogt      |
| 4   | Portugal | FO       | Diogo Leite     |
| 5   | Holland  | FO       | Danilho Doekhi  |
| 8   | Tyskland | MI       | Rani Khedira    |
| 9   | Kroatien | AN       | Ivan Prtajin    |
| 10  | Tyskland | AN       | Kevin Volland   |
| 11  | Sydkorea | MI       | Woo-yeong Jeong |
| 13  | Ungarn   | MI       | András Schäfer  |

| Nr. | Land       | Position | Spiller                       |
| --- | ---------- | -------- | ----------------------------- |
| 14  | Østrig     | FO       | Leopold Querfeld              |
| 15  | Tyskland   | FO       | Tom Rothe                     |
| 16  | Tyskland   | AN       | Benedict Hollerbach           |
| 18  | Kroatien   | FO       | Josip Juranović               |
| 19  | Tyskland   | MI       | Janik Haberer                 |
| 20  | Slovakiet  | MI       | László Bénes                  |
| 21  | Tyskland   | AN       | Tim Skarke                    |
| 23  | Serbien    | AN       | Andrej Ilic                   |
| 24  | Danmark    | MI       | Robert Skov                   |
| 25  | Tyskland   | MM       | Carl Klaus                    |
| 26  | Guadeloupe | FO       | Jérôme Roussillon             |
| 27  | Kroatien   | AN       | Marin Ljubicic                |
| 28  | Østrig     | FO       | Christopher Trimmel (anfører) |
| 29  | Frankrig   | MI       | Lucas Tousart                 |
| 36  | Tyskland   | MI       | Aljoscha Kemlein              |
| 37  | Tyskland   | MM       | Alexander Schwolow            |
| 41  | Tyskland   | FO       | Oluwaseum Ogbemudia           |
| 45  | Tyskland   | AN       | David Preu                    |Udlånt
| Nr. | Land     | Position | Spiller                                             |
| --- | -------- | -------- | --------------------------------------------------- |
|     | Tyskland | MM       | Yannic Stein (Udlånt til VfB Lübeck)                |
|     | Tyskland | MM       | Lennart Grill (Udlånt til VfL Osnabrück)            |
|     | Polen    | FO       | Tymoteusz Puchacz (Udlånt til 1. FC Kaiserslautern) |
|     | Norge    | MI       | Morten Thorsby (Udlånt til Genoa)                   |
|     | Tyskland | MI       | Aljoscha Kemlein (Udlånt til FC St. Pauli)          |

| Nr. | Land     | Position | Spiller                                            |
| --- | -------- | -------- | -------------------------------------------------- |
|     | Japan    | AN       | Keita Endo (Udlånt til FC Tokyo)                   |
|     | Tyskland | AN       | Jamie Leweling (Udlånt til VfB Stuttgart)          |
|     | USA      | AN       | Jordan Pefok (Udlånt til Borussia Mönchengladbach) |
|     | Tyskland | AN       | David Preu (Udlånt til VfR Aalen)                  |
|     | Tyskland | AN       | Tim Skarke (Udlånt til SV Darmstadt 98)            |

## Kendte spillere
- Marko Rehmer
- Sergej Barbarez
- Robert Huth
- Leonardo Bonucci
- Robin Gosens

## Danske spillere
- Jakob Busk
- Marcus Ingvartsen
- Frederik Rønnow
- Mikkel Kaufmann